# Hapi-Line Fukui
Hapi-Line Fukui Co., Ltd. (株式会社ハピラインふくい, Kabushiki-gaisha Hapirain Fukui) est une compagnie de transport de passagers qui exploite une ligne ferroviaire dans la préfecture de Fukui au Japon. Son siège social se trouve dans la ville de Fukui. La préfecture de Fukui est le principal actionnaire.

## Histoire
La compagnie a été fondée le 13 août 2019.
Le 16 mars 2024, à l'occasion du prolongement de la ligne Shinkansen Hokuriku, une partie de la ligne principale Hokuriku est transférée à d'autres compagnies. Hapi-Line Fukui récupère la section Tsuruga - Daishōji et la renomme ligne Hapi-Line Fukui.

## Lignes
La compagnie possède une seule ligne. Elle est issue de la ligne principale Hokuriku de la JR West.
| Ligne                 | Nom japonais       | Terminus           | Longueur (km) | Gares |
| --------------------- | ------------------ | ------------------ | ------------- | ----- |
| Ligne Hapi-Line Fukui | ハピラインふくい線 | Tsuruga - Daishōji | 84,3          | 19    |

## Matériel roulant
La compagnie utilise des trains de série 521 qui appartenaient à l'origine à la JR West.

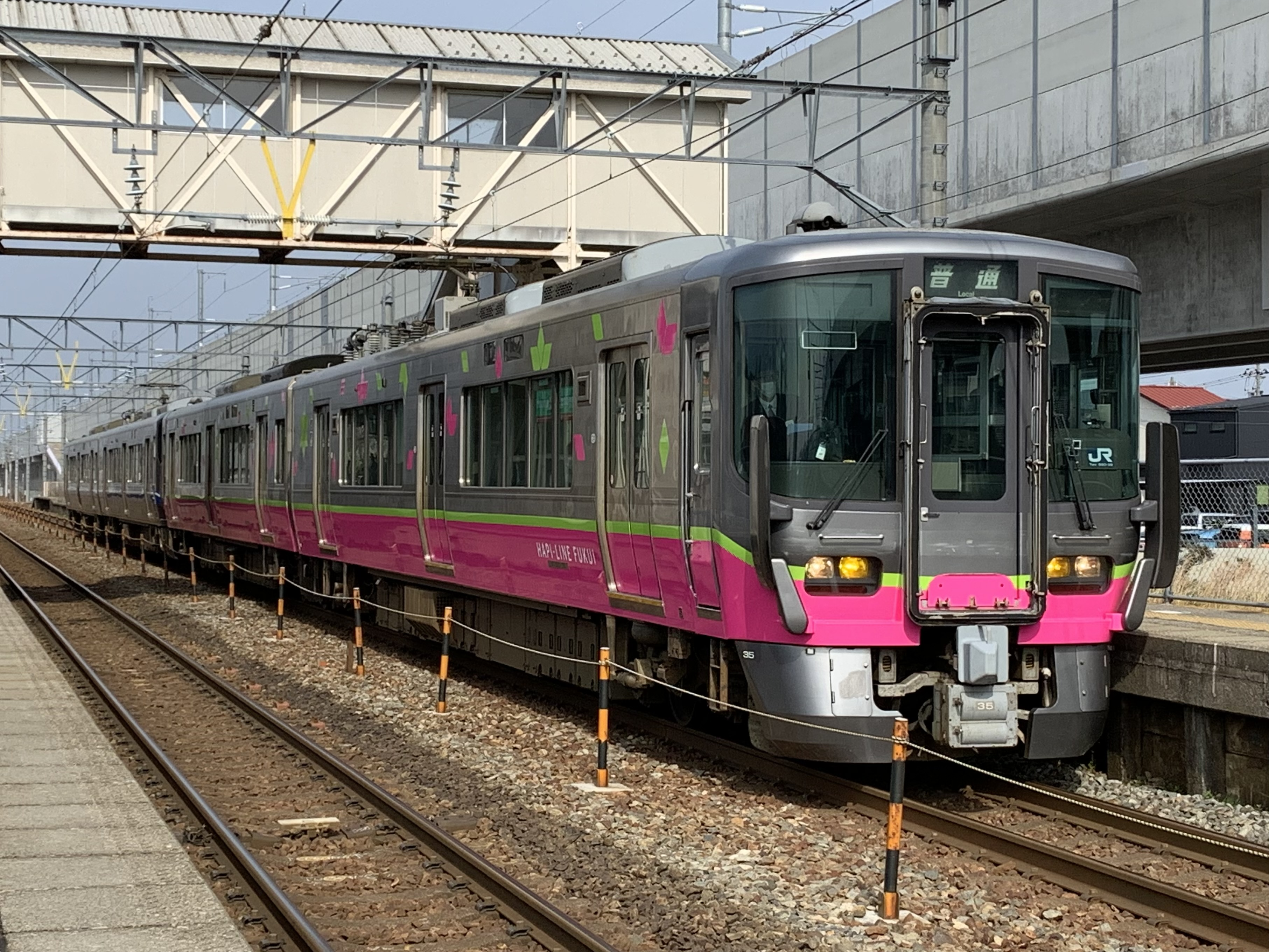
Série 521